# Kriwienkowskoje
Kriwienkowskoje (ros. Кривенковское) – wieś w Rosji, w Kraju Krasnodarskim, w rejonie tuapsińskim. W 2010 liczyła 2605 mieszkańców.